# Osovînî, Lenine
Osovînî (în ucraineană Осовини) este un sat în comuna Hlazivka din raionul Lenine, Republica Autonomă Crimeea, Ucraina.

## Demografie
Componența lingvistică a localității Osovînî
     Rusă (93,88%)
     Ucraineană (5,1%)
     Alte limbi (0,68%)
Conform recensământului din 2001, majoritatea populației localității Osovînî era vorbitoare de rusă (93,88%), existând în minoritate și vorbitori de ucraineană (5,1%).